# Гапонов, Николай Васильевич
Никола́й Васи́льевич Гапо́нов (1896 год, Казань, Российская империя — 1944 год, Крым, РСФСР, СССР) — советский военачальник, участник Гражданской и Великой Отечественной войн. Генерал-майор артиллерии (7.06.1943).

## Биография

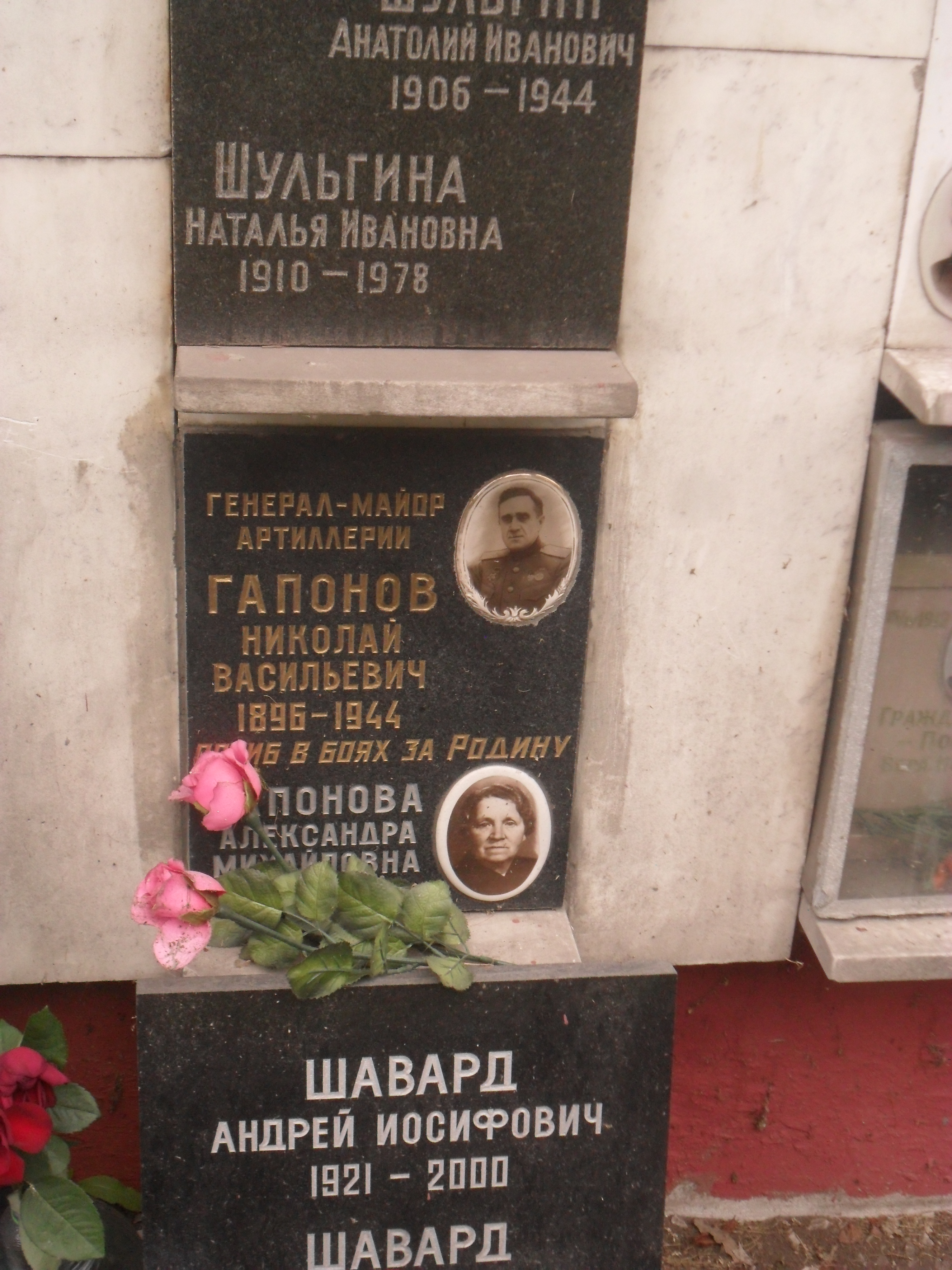
Плита колумбария Гапонова на Новодевичьем кладбище Москвы.

Николай Гапонов родился в 1896 году в Казани. Окончив Константиновское артиллерийское училище, был призван на службу в русскую императорскую армию в чине унтер-офицера.
В 1918 году пошёл на службу в Рабоче-Крестьянскую Красную Армию. Окончив Высшую артиллерийскую школу, после чего был направлен в 17 артиллерийский дивизион. В 1934 году был назначен начальником штаба Главного Артиллерийского управления РККА.
В 1942 году был направлен начальником артснабжения 53 Армии, в 1943 году командовал 26 артиллерийской дивизией Резерва Главного Командования.
Под его руководством дивизия участвовала в Демянской операции 1943 года, а после её завершения продолжала участвовать в боях под Ленинградом.
10 апреля 1944 года, погиб при вражеском авианалёте во время боёв на территории Крыма. Похоронен в колумбарии Новодевичьего кладбища Москвы.
Был награждён орденом Красного Знамени, орденом Богдана Хмельницкого 2 степени и орденом Отечественной войны 1 степени.